# Phaedra (opera)
Phaedra è un'opera lirica di Hans Werner Henze.
Il libretto, articolato in due atti, fu scritto da Christian Lehnert e la prima rappresentazione avvenne alla Staatsoper Unter den Linden il 6 settembre 2007. La vicenda è tratta dal mito di Fedra, in particolare nelle versioni di Euripide e Ovidio.

## Storia
Pur avendo annunciato nel 2003 che L'Upupa und der Triumph der Sohnesliebe sarebbe stata la sua ultima opera, nel 2006 Hans Werner Henze rivelò che stava lavorando a una nuova opera ispirata al mito di Fedra. Malato da tempo, Henze scrisse il secondo atto dopo essersi risvegliato da un coma durato due mesi. Lo stile rivela l'interesse del compositore per l'opera barocca: il ruolo di Artemide, per esempio, è stato scritto per un controtenore en travesti, seguendo il modello dei ruoli per castrati nel seicento. La prima assoluta è avvenuto a Berlino nel 2007, mentre la prima italiana ha avuto luogo in occasione del Maggio Musicale Fiorentino il 5 giugno 2008.

## Trama

### Atto I
Tra le rovine del labirinto in cui Teseo uccise il minotauro riecheggiano le voci che narreranno una nuova storia: le voci di Fedra e Ippolito. Mentre il giovane principe ateniese Ippolito è a caccia, la matrigna Fedra smania alle prime luci dell'alba: è innamorata del figliastro e non sa contenere il desiderio, né il disprezzo per se stessa. Afrodite tuttavia le impedisce di suicidarsi, ma la stessa dea è gelosa di Ippolito, devoto solo ad Artemide. Fedra si imbatte in Ippolito, addormentato nel bosco e, quando il giovane si risveglia, gli confessa i suoi sentimenti; tuttavia Ippolito, avvertito da Artemide, la respinge. L'amore di Fedra si trasforma immediatamente in odio e il suo desiderio di vendetta echeggia quello di Afrodite.
La regina allora scrive al marito di Teseo, affermando di essere stata stuprata da Ippolito. Artemide racconta quindi che Teseo, credendo alla moglie, si è rivolto a Poseidone affinché uccidesse il figlio. Poseidone ha quindi resuscitato il minotauro che, ergendosi dalle acque, ha spaventato i cavalli della biga di Ippolito, causando un incidente fatale. Mentre Artemide canta, Ippolito si trascina in scena e collassa a terra. Fedra si suicida, il minotauro danza. 

### Atto II
Diana porta il corpo di Ippolito a Nemi, dove lo riporta in vita con il nome di Virbio, rinchiudendolo in una gabbia. Fedra, che è diventata un uccello dell'oltretomba, gli vola intorno, facendosi beffe di lui. Mentre una tempesta di abbatte su Nemi, Afrodite reclama Ippolito per il regno dei morti e, insieme a Fedra, prova a chiamarlo a sé negli inferi; tuttavia, Artemide lo cattura in una rete e lo chiude in una caverna. Nella caverna, Ippolito vede se stesso riflesso nell'acqua, ma non ricorda chi era. Sogna di un giardino lontano, mentre Fedra cerca di tentarlo affinché la segua nell'aldilà; spaventato, Ippolito fugge dalla caverna e un terremoto si abbatte su Nemi. Reincarnatosi nel Re dei Boschi, si incammina per la boscaglia, mentre frammenti del passato e del futuro si mescolano.

## Interpreti della prima assoluta
| Ruolo     | Registro vocale | Interpreti della prima 6 settembre 2007 (direttore Michael Boder) |
| --------- | --------------- | ----------------------------------------------------------------- |
| Fedra     | mezzosoprano    | Maria Riccarda Wesseling                                          |
| Afrodite  | soprano         | Marlis Petersen                                                   |
| Ippolito  | tenore          | John Mark Ainsley                                                 |
| Artemide  | contraltista    | Axel Köhler                                                       |
| Minotauro | basso-baritono  | Lauri Vasar                                                       |

## Organico orchestrale
La partitura di Henze prevede l'utilizzo di
- 2 flauti, 2 oboi, 2 clarinetti, 2 fagotti
- 2 corni, 2 trombe, 2 tromboni
- 1 celesta, 1 clavicembalo, 1 pianoforte
- 1 violino, 1 viola, 1 violoncello, 1 contrabbasso